# 2
2 — невисокосний рік, що почався у вівторок за григоріанським календарем.

## Померли
Марк Лоллій — політичний та військовий діяч Римської імперії.